# Viva la Diva – Wer ist die Queen?
Viva la Diva – Wer ist die Queen? ist eine deutsche Unterhaltungsshow bei RTL, die erstmals am 20. Juni 2022 im Rahmen der Vielfalt-Woche von RTL Deutschland ausgestrahlt wurde. Moderiert wird die Show von Tim Mälzer. Die Show basiert auf der niederländischen Sendung Make Up Your Mind, die seit 2021 auf RTL 4 ausgestrahlt wird.
Im Februar 2023 wurden zwei weitere Shows produziert. Diese wurden am 2. und 9. Juni 2023 ausgestrahlt.

## Konzept
In der Show verwandeln sich sechs prominente Teilnehmer in Dragqueens. In mehreren Runden müssen die Queens ihr Können beweisen. Dabei kommt es auf tänzerisches Talent, Gesangskünste und das perfekte Präsentieren des Kostümes an. Zwei Rateteams beurteilen die Performances und rätseln darüber, wer hinter der jeweiligen Queen steckt. Die Fachjury aus professionellen Dragqueens beurteilt jeweils die Darbietung und wählt die beste Queen eine Runde weiter. Die Queen mit den wenigsten Stimmen scheidet aus dem Wettbewerb aus und zeigt ihre wahre Identität. Am Ende der Show wird eine Siegerin gekürt. In Staffel 1 hat ein weiterer Promi – ebenfalls in Drag (Mystery Queen), aber außer Konkurrenz – dem Gewinner die Trophäe überreicht. 

## Mitwirkende

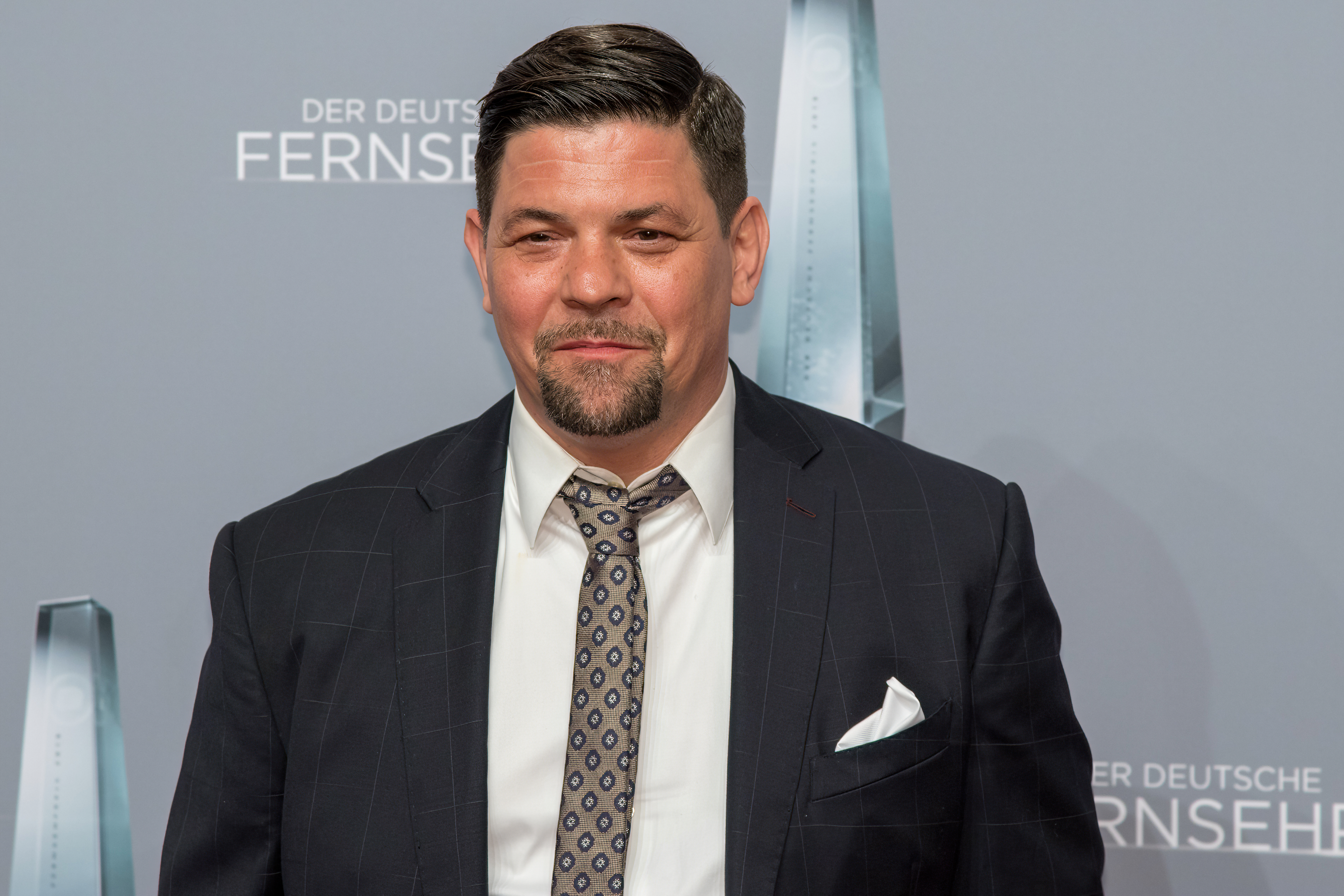
Moderator Tim Mälzer (2018)

### Rateteams
| Staffel | Rateteam 1   | Rateteam 1        | Rateteam 2 | Rateteam 2     |
| ------- | ------------ | ----------------- | ---------- | -------------- |
| 1       | Olivia Jones | Jana Ina Zarrella | Tahnee     | Jorge González |
| 2       | Olivia Jones | Jana Ina Zarrella | Tahnee     | Jorge González |

### Jury
| Staffel | Jurymitglieder | Jurymitglieder | Jurymitglieder | Jurymitglieder | Jurymitglieder     |
| ------- | -------------- | -------------- | -------------- | -------------- | ------------------ |
| 1       | Bambi Mercury  | Miss Ivanka T. | Pam Pengco     | Laila Licious  | Catherrine Leclery |
| 2       | Bambi Mercury  | Danny MaFanny  | Pam Pengco     | Laila Licious  | Catherrine Leclery |

## Staffel 1
| Platz | Dragqueen               | Prominenter        | Bekannt als                | Quelle |
| ----- | ----------------------- | ------------------ | -------------------------- | ------ |
| #     | Olympia (Mystery Queen) | Mario Barth        | Komiker                    | [ 5 ]  |
| 1     | Madame LeStrange        | Faisal Kawusi      | Komiker                    | [ 5 ]  |
| 2     | Minnie De la Cruise     | Mickie Krause      | Schlagersänger/Entertainer | [ 5 ]  |
| 3     | Super Nova              | Steffen Hallaschka | Moderator                  | [ 5 ]  |
| 4     | Titania Diamond         | Bernhard Brink     | Schlagersänger             | [ 5 ]  |
| 5     | Kandy Rock              | Ingo Nommsen       | Moderator                  | [ 5 ]  |
| 6     | Lil Sista               | David Odonkor      | Fußballspieler             | [ 5 ]  |

## Staffel 2

### Folge 1
| Platz | Dragqueen       | Prominenter         | Bekannt als    | Quelle |
| ----- | --------------- | ------------------- | -------------- | ------ |
| 1     | Hydra           | Hardy Krüger junior | Schauspieler   | [ 6 ]  |
| 2     | Cookie Paradise | Patrick Lindner     | Schlagersänger | [ 6 ]  |
| 3     | Blu Q           | Uwe Ochsenknecht    | Schauspieler   | [ 6 ]  |
| 4     | Mizzy Mi        | Massimo Sinató      | Tänzer         | [ 6 ]  |
| 5     | Una Hurt        | Ralf Richter        | Schauspieler   | [ 6 ]  |
| 6     | The Wig         | Wigald Boning       | Komiker        | [ 6 ]  |

### Folge 2
| Platz | Dragqueen      | Prominenter      | Bekannt als         | Quelle |
| ----- | -------------- | ---------------- | ------------------- | ------ |
| 1     | Leah Craft     | Hendrik Duryn    | Schauspieler        | [ 7 ]  |
| 2     | Sylvia Stoned  | Kai Ebel         | Sportreporter       | [ 7 ]  |
| 3     | Dita Drama     | Bruce Darnell    | Model, Fernsehjuror | [ 7 ]  |
| 4     | Freeda Fighter | Nina Moghaddam   | Fernsehmoderatorin  | [ 7 ]  |
| 5     | Boobie Gold    | Sükrü Pehlivan   | Fernsehmoderator    | [ 7 ]  |
| 6     | Victoria Mad   | Fabian Hambüchen | Kunstturner         | [ 7 ]  |

## Auszeichnungen und Nominierungen
- Deutscher Fernsehpreis 2022
  - Auszeichnung für „Beste Ausstattung Unterhaltung“[8][9]
  - Nominierung für „Beste Unterhaltung Show“[10]